# Antoine Banès
Pour les articles homonymes, voir Antoine Banès (homonymie) et Banes (homonymie).
 (janvier 2024).

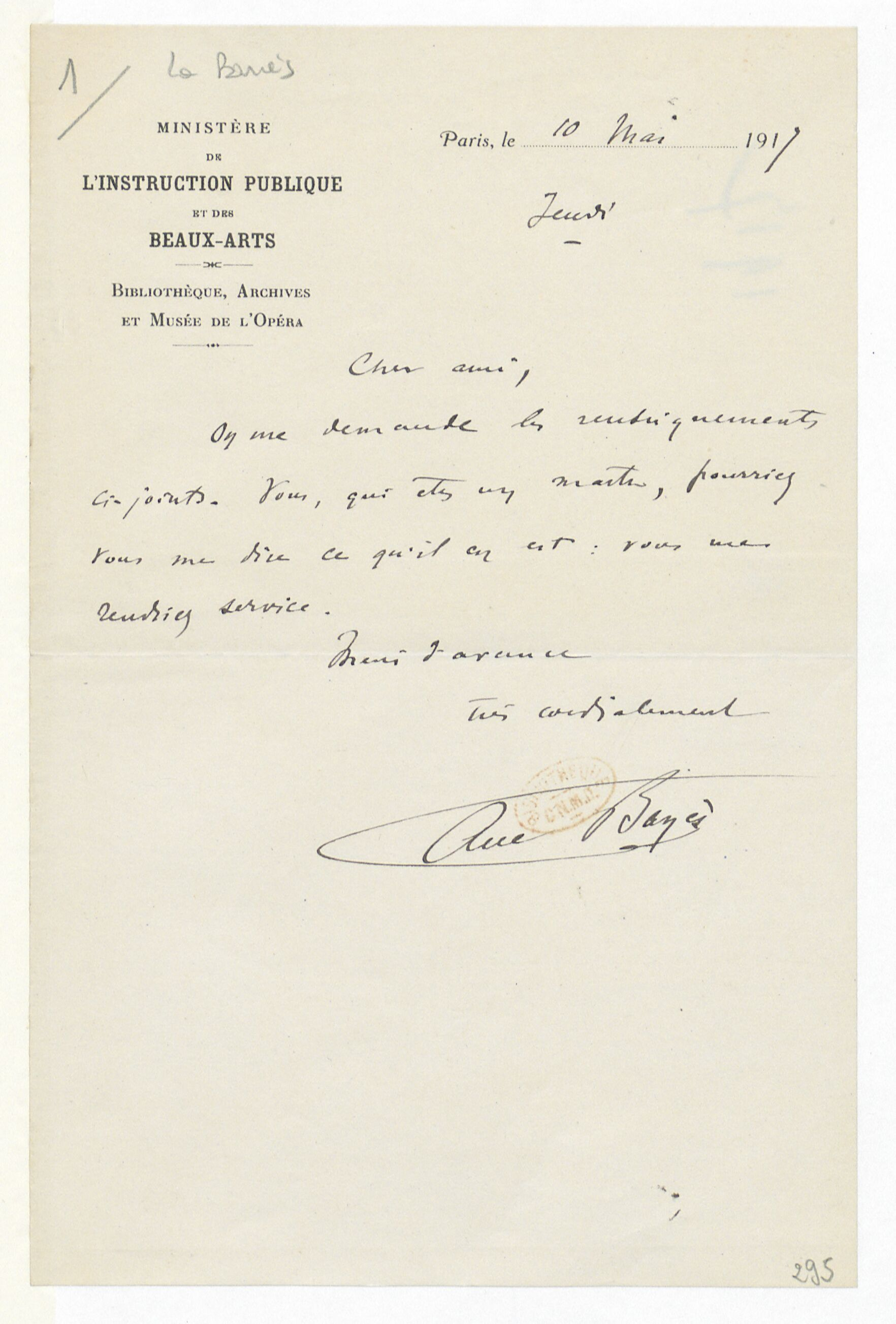
Lettre autographe d'Antoine Banès à Julien Tiersot en 1917.

Antoine Anatole Banès, né à Paris 10e le 8 juin 1856 et décédé à Neuilly-sur-Seine le 9 janvier 1924, est un compositeur français d'opérettes et de ballets.

## Biographie
Antoine Banès fait ses études musicales sous la direction d'Émile Durand, professeur d'harmonie au Conservatoire de Paris. Très tôt, il songe à se produire au théâtre. Il s’adonne à la musique légère et fait représenter avec succès divers opéras-comiques ou opérettes. Après s'être essayé dans diverses pochades musicales données à l'Eldorado, il fait représenter des ouvrages dont, entre autres : la Nuit de noce (1881) ; les Délégués (1887) ; Toto (1892)...
Banès est nommé bibliothécaire de l'Opéra (1890-1892), archiviste-adjoint (1893-1894), bibliothécaire-adjoint (1895-1907), archiviste (1908-1910), puis enfin administrateur de la bibliothèque, des archives et du musée de l'Opéra par décret du 20 décembre 1911.

## Œuvres principales
Musique d'opérette
- 1881 : La Nuit de noces, opérette, à l'Athénée
- 1883 : La Cadiguette, opérette en 1 acte, livret de Louis Péricaud et Lemoine, à l'Eldorado
- 1884 : L'Escargot, opérette en 1 acte, livret d'Albert Barré et Paul Adely, à l'Eldorado (19 avril )
- 1887 : Les Délégués, vaudeville-opérette en 3 actes, livret de Fabrice Carré et Émile Blavet, au théâtre des Nouveautés (28 novembre)
- 1892 : Toto, opérette en 3 actes, livret d'Albert Barré et Paul Bilhaud, au théâtre des Menus-Plaisirs (10 juin)
- 1893 : Madame Rose, opéra-comique en 1 acte, livret d'Albert Barré et Paul Bilhaud, à l'Opéra-Comique (25 septembre)
- 1894 : Le Bonhomme de neige, opérette en 3 actes, livret d'Albert Vanloo et Henri Chivot, au théâtre des Bouffes-Parisiens (19 avril)
- 1895 : Le Roi Frelon, opérette en 3 actes, livret d'Albert Barré et Paul Bilhaud, au théâtre des Folies-Dramatiques (11 avril)
- 1896 : Nuit d'amour, fantaisie lyrique en 3 actes et 4 tableaux, livret d'Albert Barré et Maxime Boucheron, au théâtre des Bouffes-Parisiens (11 mai)
- 1897 : Le Nouveau Régiment, opérette en 2 actes, livret d'Albert Barré, Edmond Martin et Henry Berhard, à l'Olympia (12 mars)
- 1897 : La Jarretière, opérette en 1 acte, livret d'Albert Barré et Paul Bilhaud, à l'Eldorado (29 avril)
- 1899 : La Pomme d'Adam, opéra-comique en 1 actes, livret de Lucien Augé de Lassus, au casino de Trouville (25 août)
- 1901 : Mlle portez-arme !, opérette en 3 actes, livret d'Albert Barré, Edmond Martin et Henry Berhard
- 1901 : La Sœur de Jocrisse, opéra-comique en 1 acte, livret d'Albert Vanloo, à l'Opéra-Comique (9 juillet
- 1909 : Léda, opéra-bouffe en 3 actes, livret de Pierre Veber et Lucien Augé de Lassus, à l'opéra de Monte-Carlo (avril). Édité chez Enoch.
- 1912 : Les Gabelous, opéra-bouffe en 3 actes, livret d'Albert Barré, [non représenté]. Édité chez Enoch en 1912.
- Monsieur sans façons, opérette en 3 actes, livret de Maxime Boucheron et Albert Barré, [non représentée].

Musique de ballet
- 1881 : Tohu-Bohu, ballet, aux Folies-Bergère
- 1893 : Olympia, ballet-prologue en 1 acte et 2 tableaux, livret d'Alfred Delilia, réglé par G. Pastorini, à l'Olympia (11 avril)
- 1904 : Mademoiselle Cyclamen, ballet, au casino d'Aix-les-Bains
- 1905 : Le Péage, ballet-pantomime en 1 acte, scénario de Georges de Dubor, au Grand-Théâtre de Bordeaux (février)
- 1906 : Soir de première, ballet-pantomime, au Jardin de Paris (29 juin)

## Distinctions
- Chevalier de la Légion d'Honneur au titre du ministère de l'Instruction publique (décret du 7 août 1913). Parrain : Adrien Bernheim, Inspecteur général, conseiller du Gouvernement près les théâtres subventionnés[2].
- Officier de l'Instruction publique.